# Satoshi Yagisawa (Schriftsteller)
Satoshi Yagisawa (japanisch 八木沢 里志 Yagisawa Satoshi; geboren 1977 in Chiba) ist ein japanischer Schriftsteller.

## Leben
Satoshi Yagisawa studierte an der Nihon-Universität in Tokio. Sein Debütroman Die Tage in der Buchhandlung Morisaki wurde mit dem Chiyoda-Literaturpreis ausgezeichnet. Der Roman wurde von Asako Hyuga mit Akiko Kikuchi in der Hauptrolle verfilmt. 

## Werke
- Die Tage in der Buchhandlung Morisaki (森崎書店の日々, Morisaki shoten no hibi, 2010). Aus dem Japanischen von Ute Enders. Insel Verlag, Berlin 2023, ISBN 978-3-458-68337-7
- Die Abende in der Buchhandlung Morisaki (続・森崎書店の日々), Zoku. Morisaki shoten no hibi, 2011. Aus dem Japanischen von Charlotte Scheurer. Insel Verlag, Berlin 2024, ISBN 978-345-864-451-4
- Die Tage im Café Torunka (純喫茶トルンカ, Morisaki Shoten No Hibi, 2010.).  Aus dem Japanischen von Charlotte Scheurer. Insel Verlag, Berlin 2025, ISBN 978-3-458-68337-7

Verfilmung
- Morisaki shoten no hibi (2010) bei IMDb